# Sympistis heliophila
Sympistis heliophila là một loài bướm đêm trong họ Noctuidae.